# Kościół Najświętszego Serca Pana Jezusa w Krakowie (ul. Garncarska)
Kościół Najświętszego Serca Pana Jezusa – zabytkowy rzymskokatolicki kościół parafialny oraz konwentualny sercanek znajdujący się w Krakowie, w dzielnicy I Stare Miasto przy ul. Garncarskiej 24, na Nowym Świecie.
Zbudowany został w końcu XIX w. w stylu eklektycznym z przewagą elementów neoromańskich według planów Władysława Kaczmarskiego, na gruntach ofiarowanych zakonnicom przez księżną Wandę Jabłonowską, finansowany przez Zofię Wołodkowiczową. Poświęcony został w 1900 roku. 
Na frontowej fasadzie kościoła i klasztoru znajdują się rzeźby autorstwa Jana Tombińskiego. W domu zakonnym przy kościele istnieje muzeum poświęcone biskupowi Józefowi Sebastianowi Pelczarowi, założycielowi zgromadzenia sercanek. W kościele zaś w kaplicy bocznej ołtarz z portretem i relikwiami biskupa Pelczara oraz drugi w którym złożono w 1995 przeniesione z Cmentarza Rakowickiego doczesne szczątki założycielki zgromadzenia Klary Ludwiki Szczęsnej. Przy ołtarzu św. Józefa umieszczono w 2011 niewielki ołtarz Jana Pawła II wraz z relikwiami.  Ołtarz główny wykonał w 1899 r. Kazimierz Wakulski, autorem ołtarzy bocznych był  Wit Wisz.

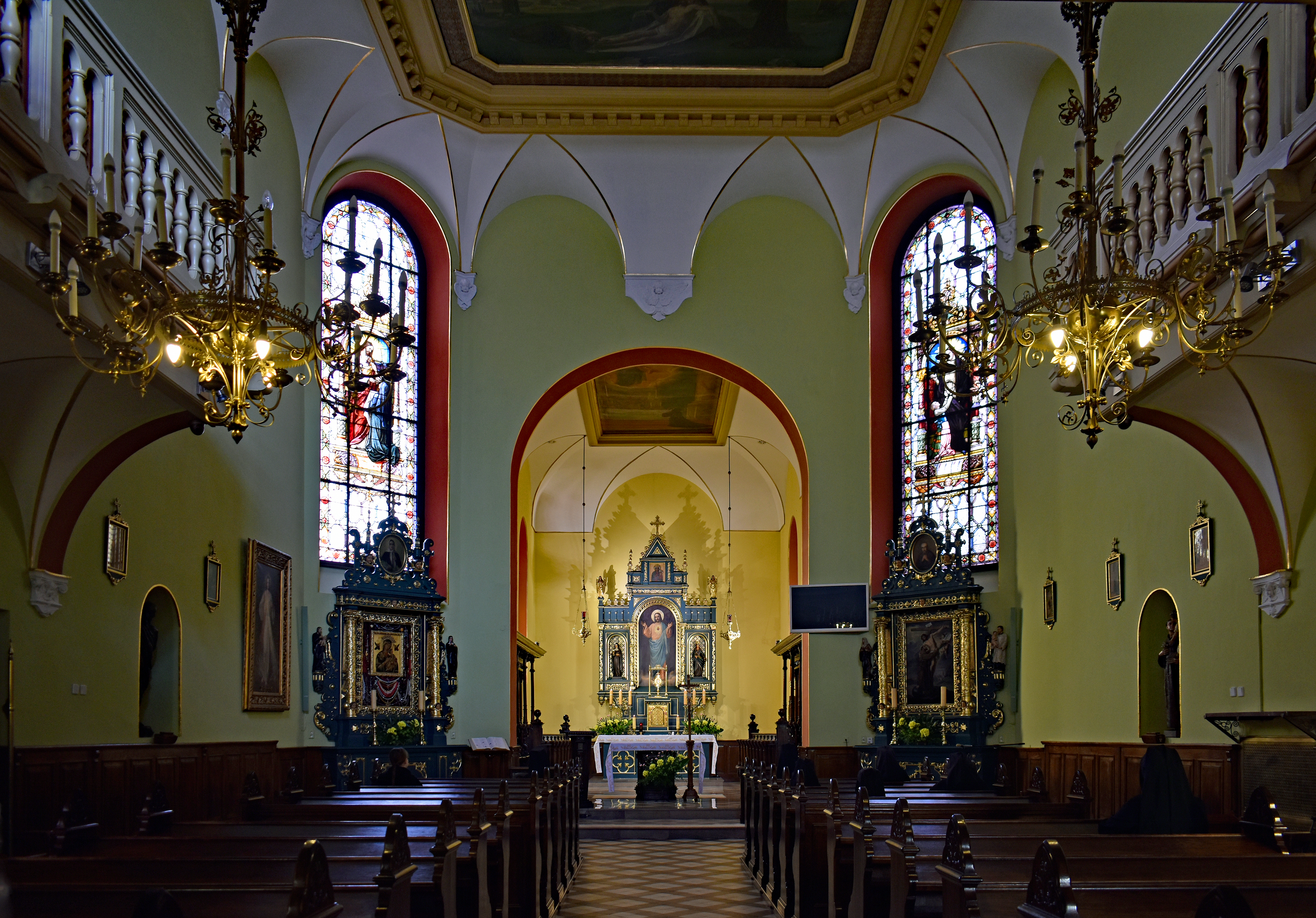
Wnętrze kościoła
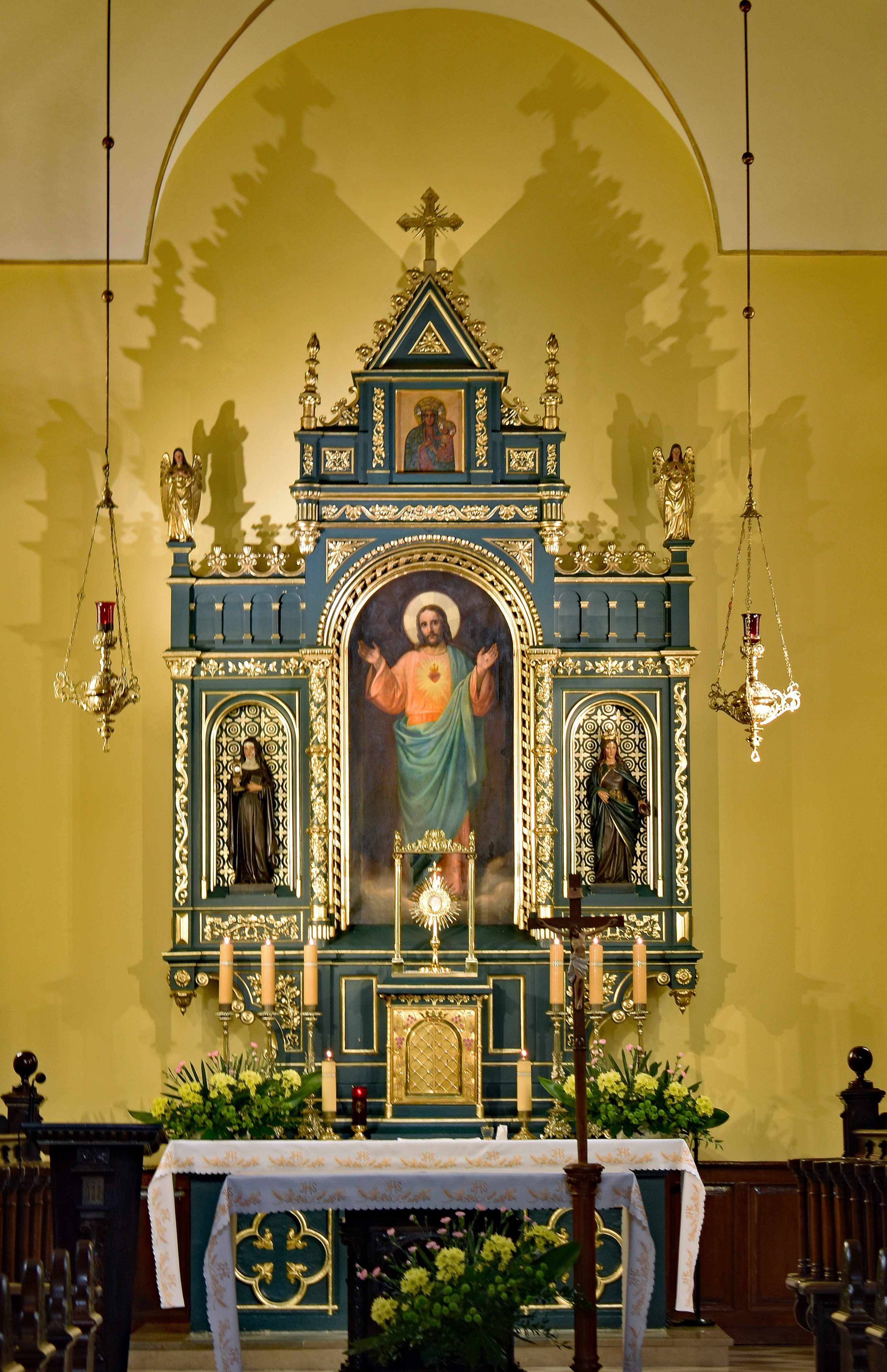
Ołtarz główny
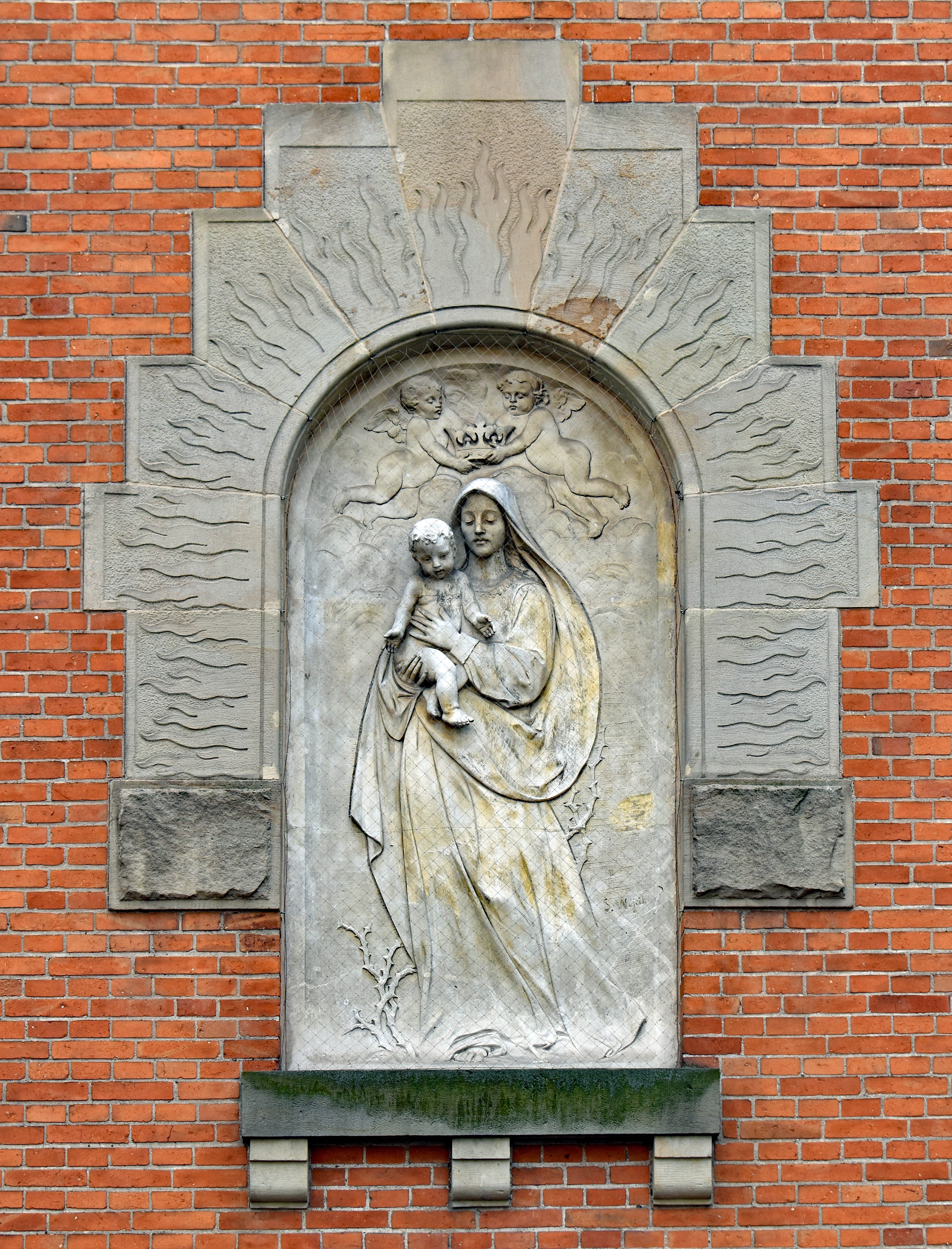
"Madonna z Dzieciątkiem" Relief na północnej ścianie klasztoru, proj. Stanisław Wójcik